# كينجي أويدا
كينجي أويدا (باليابانية: 上田ケンジ؛ بالكانا: うえだ けんじ) هو موزع موسيقي ومنتج أسطوانات وملحن ياباني، ولد في 30 أغسطس 1965.

## وصلات خارجية
- الموقع الرسمي
- كينجي أويدا على موقع ميوزك برينز (الإنجليزية)
- كينجي أويدا على موقع ميوزك برينز (الإنجليزية)
- كينجي أويدا على موقع ديسكوغز (الإنجليزية)